# Pleurota nobilella
Pleurota nobilella is een vlinder uit de familie sikkelmotten (Oecophoridae). De wetenschappelijke naam is voor het eerst geldig gepubliceerd in 1900 door Rebel.
De soort komt voor in Europa.